# Molise (Wein)
Mit der Bezeichnung Molise DOC oder del Molise DOC werden italienische Rot-, Rosé- und Weißweine sowie Schaumweine in den Provinzen Campobasso und Isernia (Region Molise) ausgebaut. Die Weine besitzen seit 1998 eine „kontrollierte Herkunftsbezeichnung“ (Denominazione di origine controllata – DOC), die zuletzt am 7. März 2014 aktualisiert wurde.

## Anbau
Für den Anbau und die Vinifikation der Weine sind die folgenden Gemeinden der beiden Provinzen zugelassen:
- In der Provinz Campobasso: Acquaviva Collecroce, Baranello, Boiano, Bonefro, Busso, Campobasso, Campochiaro, Campodipietra, Campolieto, Campomarino, Casacalenda, Casalciprano, Castelbottaccio, Castellino del Biferno, Castelmauro, Castropignano, Cercemaggiore, Cercepiccola, Civitacampomarano, Colle d’Anchise, Colletorto, Duronia, Ferrazzano, Fossalto, Gambatesa, Gildone, Guardialfiera, Guardiaregia, Guglionesi, Jelsi, Larino, Limosano, Lucito, Lupara, Macchia Valfortore, Mafalda, Matrice, Mirabello Sannitico, Montagano, Montecilfone, Montefalcone nel Sannio, Molise, Monacilioni, Montelongo, Montemitro, Montenero di Bisaccia, Montorio nei Frentani, Morrone del Sannio, Oratino, Palata, Petacciato, Petrella Tifernina, Pietracatella, Pietracupa, Portocannone, Riccia, Ripabottoni, Ripalimosani, Roccavivara, Rotello, Salcito, Sant’Angelo Limosano, San Biase, Santa Croce di Magliano, Sant’Elia a Pianisi, San Felice del Molise, San Giacomo degli Schiavoni, San Giovanni in Galdo, San Giuliano del Sannio, San Giuliano di Puglia, Santa Maria del Molise, San Massimo, San Polo Matese, San Martino in Pensilis, Sepino, Tavenna, Termoli, Toro, Torella del Sannio, Trivento, Tufara, Ururi und Vinchiaturo.
- In der Provinz Isernia: Acquaviva d’Isernia, Agnone, Bagnoli del Trigno, Belmonte del Sannio, Cantalupo nel Sannio, Capracotta, Carovilli, Carpinone, Castel del Giudice, Castelpetroso, Castelpizzuto, Castel San Vincenzo, Castelverrino, Cerro al Volturno, Chiauci, Civitanova del Sannio, Colli a Volturno, Conca Casale, Filignano, Forlì del Sannio, Fornelli, Frosolone, Isernia, Longano, Macchia d’Isernia, Macchiagodena, Miranda, Montaquila, Monteroduni, Pesche, Pescolanciano, Pescopennataro, Pettoranello del Molise, Pietrabbondante, Poggio Sannita, Pozzilli, Rionero Sannitico, Roccamandolfi, Roccasicura, Rocchetta a Volturno, Sant’Agapito, Sant’Angelo del Pesco, Sant’Elena Sannita, San Pietro Avellana, Scapoli, Sessano del Molise, Sesto Campano, Vastogirardi und Venafro.

## Erzeugung
Es wird eine sehr breite Palette verschiedener Weintypen produziert. Folgende Rebsorten-Zusammensetzungen sind vorgeschrieben:
- Zwei Schaumweine werden als Cuvées erzeugt:
  - Molise oder del Molise Bianco Spumante: Mindestens 50 % folgender Rebsorten müssen enthalten sein Chardonnay und/oder Pinot bianco und/oder Pinot Grigio und/oder Moscato und/oder Falanghina und/oder Montepulciano (weiß ausgebaut) und/oder Fiano und/oder Malvasia. Höchstens 50 % andere analoge Rebsorten, die für den Anbau in der Region Molise zugelassen sind, dürfen zugesetzt werden.
  - Molise oder del Molise Rosato Spumante: Mindestens 50 % folgender Rebsorten müssen enthalten sein Chardonnay und/oder Pinot bianco und/oder Pinot Grigio und/oder Moscato und/oder Falanghina und/oder Montepulciano und/oder Fiano und/oder Malvasia. Höchstens 50 % andere analoge Rebsorten, die für den Anbau in der Region Molise zugelassen sind, dürfen zugesetzt werden.

- Überwiegend werden jedoch fast sortenreine Weine produziert, bei denen die genannte Rebsorte zu mindestens 85 % enthalten sein muss. Höchstens 15 % andere analoge Rebsorten, die für den Anbau in der Region Molise zugelassen sind, dürfen zugesetzt werden:
  - Molise Rosso oder Rosso del Molise (auch als Rosato, Novello, „Riserva“ und Spumante): Montepulciano
  - Molise oder del Molise Aglianico (auch als „Riserva“)
  - Molise oder del Molise Cabernet Sauvignon
  - Molise oder del Molise Sangiovese
  - Molise oder del Molise Merlot (auch als Merlot Novello oder Merlot Frizzante)
  - Molise oder del Molise Pinot nero
  - Molise oder del Molise Pinot Grigio (auch als Pinot Grigio Spumante oder Pinot Grigio Frizzante)
  - Molise oder del Molise Pinot bianco (auch als Pinot bianco Spumante oder Pinot bianco Frizzante)
  - Molise oder del Molise Chardonnay (auch als Chardonnay Spumante oder Chardonnay Frizzante)
  - Molise oder del Molise Falanghina (auch als Falanghina Spumante oder Falanghina Passito)
  - Molise oder del Molise Fiano (auch als Fiano Spumante oder Fiano Frizzante)
  - Molise oder del Molise Greco Bianco
  - Molise oder del Molise Malvasia (auch als Malvasia Spumante oder Malvasia Frizzante)
  - Molise oder del Molise Moscato Bianco (auch als Moscato Bianco Spumante oder Moscato Bianco Frizzante oder Moscato Bianco Passito)
  - Molise oder del Molise Sauvignon
  - Molise oder del Molise Trebbiano

Weine mit dem Prädikat „Riserva“ müssen mindestens zwei Jahre gereift sein, davon mindestens sechs Monate im Holzfass.

## Beschreibung
Laut Denomination (Auszug):

### Molise Rosso
- Farbe: rubinrot mehr oder weniger intensiv, mit zunehmender Reife Tendenz zu granatrot
- Geruch: weinig, intensiv, angenehm, charakteristisch
- Geschmack: trocken, harmonisch, weich, bisweilen leicht tanninhaltig
- Alkoholgehalt: mindestens 11,0 Vol.-%, für „Riserva“ 12,5 Vol.-%
- Säuregehalt: mind. 4,5 g/l
- Trockenextrakt: mind. 18,0 g/l, für „Riserva“ 20,0 g/l

### Molise Bianco Spumante
- Perlage: fein und anhaltend
- Farbe: mehr oder weniger intensiv strohgelb, eventuell mit grünlichen oder goldenen Reflexen
- Geruch: angenehm, intensiv, mit zarten blumigen oder fuchtigen Anklängen
- Geschmack: von naturherb bis extraherb oder herb, angenehm, harmonisch
- Alkoholgehalt: mindestens 10,5 Vol.-%
- Säuregehalt: mind. 5,0 g/l
- Trockenextrakt: mind. 16,0 g/l
- Gesamtzuckergehalt: unter 12 g/l